# Anasolen
Anasolen is een muggenondergeslacht uit de familie van de kriebelmuggen (Simuliidae). De wetenschappelijke naam van het ondergeslacht werd voor het eerst geldig gepubliceerd in 1930 door Günther Enderlein (als geslacht).

## Soorten
De volgende soorten zijn bij het geslacht ingedeeld:
- Simulium bisnovem Gibbins, 1938
- Simulium dentulosum Roubaud, 1915
- Simulium heptaspicae Gouteux, 1977
- Simulium kauntzeum Gibbins, 1938
- Simulium masabae Gibbins, 1934
- Simulium ngabogei Fain, 1950
- Simulium nili Gibbins, 1934
- Simulium octospicae Gibbins, 1937
- Simulium rhodesiense De Meillon, 1942
- Simulium shoae Grenier & Ovazza, 1956
- Simulium voltae Grenier, Ovazza & Valade, 1960